# Juliusz Orlikowski
Juliusz Orlikowski – polski elektrochemik, profesor nauk technicznych, specjalizujący się w problematyce korozji i ochrony przed korozją i inżynierii materiałowej.

## Życiorys
Ukończył studia na Wydziale Chemicznym Politechniki Gdańskiej i rozpoczął pracę naukową na tej uczelni. W 1998 uzyskał stopień doktora nauk chemicznych. Tematem jego rozprawy doktorskiej były Badania impedancyjne nowych materiałów anodowych stosowanych w ochronie katodowej. W 1996 roku, na podstawie rozprawy Wpływ mechanicznych naprężeń statycznych i dynamicznych na trwałość i właściwości antykorozyjne warstw pasywnych, uzyskał stopień doktora habilitowanego, a tytuł profesora nauk inżynieryjno-technicznych  w dyscyplinie inżynieria chemiczna otrzymał w 2023 roku.
Od 2023 pełni funkcję kierownika Katedry Elektrochemii, Korozji i Inżynierii Materiałowej Wydziału Chemicznego Politechniki Gdańskiej.